# Brionne
Brionne je naselje in občina v severnem francoskem departmaju Eure regije Zgornje Normandije. Naselje je leta 2008 imelo 4.332 prebivalcev.

## Geografija
Kraj leži v pokrajini Normandiji ob reki Risle, 43 km jugozahodno od Rouena.

## Uprava
Brionne je sedež istoimenskega kantona, v katerega so poleg njegove vključene še občine Aclou, Le Bec-Hellouin, Berthouville, Boisney, Bosrobert, Brétigny, Calleville, Franqueville, Harcourt, La Haye-de-Calleville, Hecmanville, Livet-sur-Authou, Malleville-sur-le-Bec, Morsan, La Neuville-du-Bosc, Neuville-sur-Authou, Notre-Dame-d'Épine, Saint-Cyr-de-Salerne, Saint-Éloi-de-Fourques, Saint-Paul-de-Fourques, Saint-Pierre-de-Salerne in Saint-Victor-d'Épine z 10.484 prebivalci.
Kanton Brionne je sestavni del okrožja Bernay.

## Zanimivosti
- ruševine grajskega stolpa donjona iz 11. stoletja,
- cerkev sv. Martina.